# Hartsfield's Landing
 Hartsfield's Landing es el décimo cuarto capítulo de la tercera temporada de la serie dramática El ala oeste de la Casa Blanca. El actor, Dulé Hill, quien interpreta a Charlie Young, fue nominado al premio Emmy en 2002 por su actuación en este capítulo y por  el episodio de esta misma serie titulado Enemigos exteriores e interiores.

## Argumento
El equipo de la Casa Blanca está pendiente de la votación en Hartsfield's Landing, que suele indicar quien será el próximo Presidente. Preocupado por el cambio del sentido del voto de algunas personas, Josh le pide a Donna que los llame para intentar convencerlos de lo contrario. Tras varias llamadas por el móvil, y poco antes de las 12 de la noche – hora de apertura del colegio electoral – Josh desiste en sus intentos y deja que todo siga su curso.
Mientras tanto, el Presidente Bartlet acaba de regresar de un viaje a la India donde le han regalado dos juegos de ajedrez completos. Decidirá entregárselos a sus colaboradores Toby y Sam, eso sí, jugando con ellos al mismo tiempo. El presidente gana ambas partidas, demostrando así sus amplios conocimientos de este juego. Toby le dice que está malgastando su inteligencia al intentar aparentar ser humilde y sencillo, algo que también piensa el jefe de personal, Leo McGarry. 
Con Sam la charla trata sobre el modo de resolver el conflicto entre China y Taiwán. Taiwán quiere hacer pruebas con los Patriot, mientras que China respondería con maniobras masivas de su flota. Finalmente, el presidente quedará bien con unos y con otros, simplemente dejando de vender a Taiwán 6 destructores. De ese modo, evita durante un tiempo un conflicto larvado: la reintegración de Taiwán como una provincia más de China. Concluyendo la partida, el Presidente le dice que, en un futuro, Sam podría ser un excelente candidato a la Presidencia.
C.J. y Charlie por su parte están enfadados el uno con el otro. El segundo, cansado de las pérdidas de documentos sensibles -como los horarios del Presidente- obliga a la Secretaria de Prensa a firmar cada cosa que se lleve. Ambos comenzarán una guerra de bromas que terminará con la destrucción del escritorio de C.J..

## Antecedentes
- La aldea ficticia de  Hartsfield's Landing está basada en la comunidad real de Hart's Location, en el condado de Dixville Notch (New Hampshire). Dicha comunidad está muy cerca de una localidad llamada Bartlett.
- El episodio también está basado en la tercera crisis de Taiwán, que sucedió en 1996.

## Premios
- Nominación al Mejor Actor de Reparto para Dulé Hill (Premios Emmy)[1]
- Nominación al Mejor Actor de Reparto para Richard Schiff (Premios Emmy)[1]

## Enlaces
- Enlace al Imdb
- Guía del Episodio (en inglés)
- Nomimaciones del Emmy (54 Edición)

- Datos: Q5410957